# Ur-Mama
Ur-Mama (sum. ur-ma-ma) – słabo znany władca sumeryjskiego miasta-państwa Lagasz. Znany jest jedynie ze swej pierwszej „nazwy rocznej”: „Rok w którym Ur-Mama (został) władcą” (mu ur-ma-ma énsi). 